# Habrotrocha curva
Habrotrocha curva är en hjuldjursart som beskrevs av De Koning 1947. Habrotrocha curva ingår i släktet Habrotrocha och familjen Habrotrochidae. Inga underarter finns listade i Catalogue of Life.